# Ernst Busch
Friedrich Wilhelm Ernst Busch (Kiel, 22 de gener de 1900 -8 de juny de 1980, Berlín) va ser un cantant, actor i director d'orquestra alemany. La finca d'Ernst Busch conserva l'arxiu de l'Acadèmia de les Arts de Berlín.

## Joventut

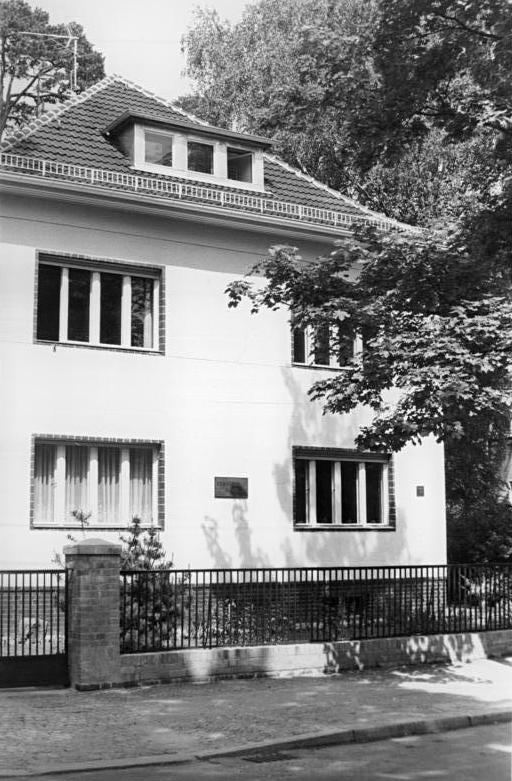
La Casa d'Ernst Busch

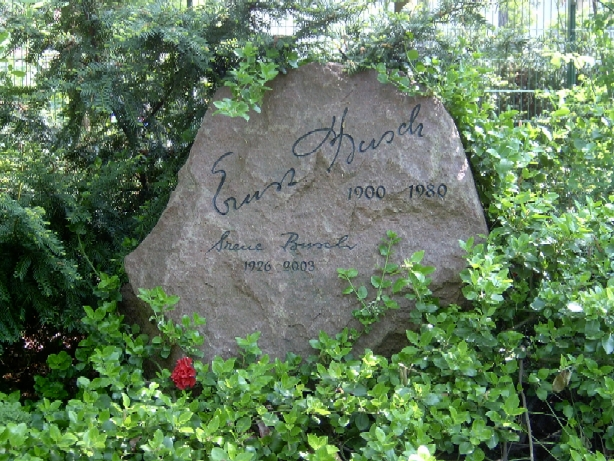
Grab von Ernst Busch auf dem Friedhof Pankow III

Busch va ser fill de Maurers Friedrich Busch i la seva dona Emma. Es va graduar el 1915 a 1920 com a fabricant d'eines i després va treballar com a treballador de les drassanes. Es va unir a la Joventut Socialista dels Treballadors el 1916, i el 1918 al SPD.
Va participar en el motí dels mariners de Kiel en el 1918 i després va afiliar-se al nou partit USPD el 1919.
El 1920 comença a rebre classes de cant i teatre. Del 1921 al 1924 actua al teatre de Kiel, fent el seu debut com a Ministrant a Cavalleria Rusticana el 8 d'octubre de 1921. Fins al 1926 treballa a Frankfurt de l'Oder i després a la Pomerània. El 1927 es trasllada a Berlín, on va ser contractat durant l'etapa del Piscator-Bühne i des del 1929 va viure a la Künstlerkolonie, una urbanització de residència i formació d'artistes al sud del districte de Berlín-Wilmersdorf. El 1928, amb la seva dona, la cantant Eva Busch, va actuar al Volksbühne, el Teatre dels treballadors i a l'etapa Piscator-Bühne en obres de Friedrich Wolf, Bertolt Brecht i Ernst Toller a Berlín. En la versió cinematogràfica de L'òpera dels tres rals de Georg Wilhelm Pabst, va interpretar el cantant de balades (amb la cançó de Mackie Messer).

## Maduresa

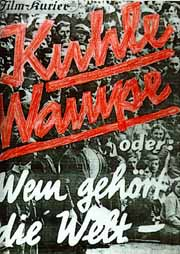
Cartell de la pel·lícula

De 1929 a 1933 va treballar en una dotzena de pel·lícules, i va ser el protagonista en la pel·lícula de Slatan Dudows "Kuhle Wampe oder: Wem gehört die Welt?". No en totes les pel·lícules va aparèixer davant de la càmera però sí cantant.
Busch havia de ser arrestat per les SA durant la Machtergreifung del NSDAP. A través de circumstàncies afortunades va escapar a una de les primeres incursions en la Künstlerkolonie, com la del 9 de març de 1933. Quan van arribar ningú va respondre i van pensar que ja havia escapat. Després d'aquesta advertència va voler sortir ràpidament d'Alemanya. Busch va fugir amb la seva dona, la cantant Eva Busch, primer a Holanda. Des d'allà, va continuar: Bèlgica, Zuric, París, Viena, i, finalment, la Unió Soviètica, on va treballar per Ràdio Moscou.
El 1935 va protagonitzar la pel·lícula Kämpfer de Gustav von Wangenheim a la Unió Soviètica. El 1937 Busch va viatjar amb la periodista Maria Osten a Espanya i va actuar com a cantant en les Brigades Internacionals. Amb les seves cançons No passaran, Bandiera Rossa i el lied Spaniens Himmel va parlar obertament contra el feixisme. A Espanya va publicar cançoners (Cançons de les Brigades Internacionals), i va cantar davant els membres de les Brigades Internacionals i la ràdio. A mitjans de 1938 va deixar Busch l'escenari de la guerra i va tornar a Bèlgica. El 1938, va fer enregistraments a Ràdio Brussel·les, va fer concerts i enregistrar amb un gramòfon.
A l'inici de la Segona Guerra Mundial el 10 de maig del 1940 en contra dels països neutrals Holanda, Bèlgica i Luxemburg va ser detingut a Anvers i deportat al sud de França en el camp d'internament de Camp de Gurs. Va ser internat allà fins a finals de 1942, i després va poder escapar a la frontera suïssa. La gendarmeria a la frontera francesa el va arrestar abans de creuar, el va lliurar a la Gestapo i va ser traslladat a París el gener de 1943 a la seu de la policia d'Alexanderplatz. Al març de 1943 va ser posat en règim d'aïllament al camp de concentració de Moabit. L'acusació de Bush era "conspiració per cometre alta traïció". El 22 de novembre de 1943, va resultar greument ferit en un atac aeri aliat al centre de detenció. Degut a la seva lesió greu al cap el van expatriar i va rebre la pena de mort el 1944, finalment, una pena de presó de quatre anys.

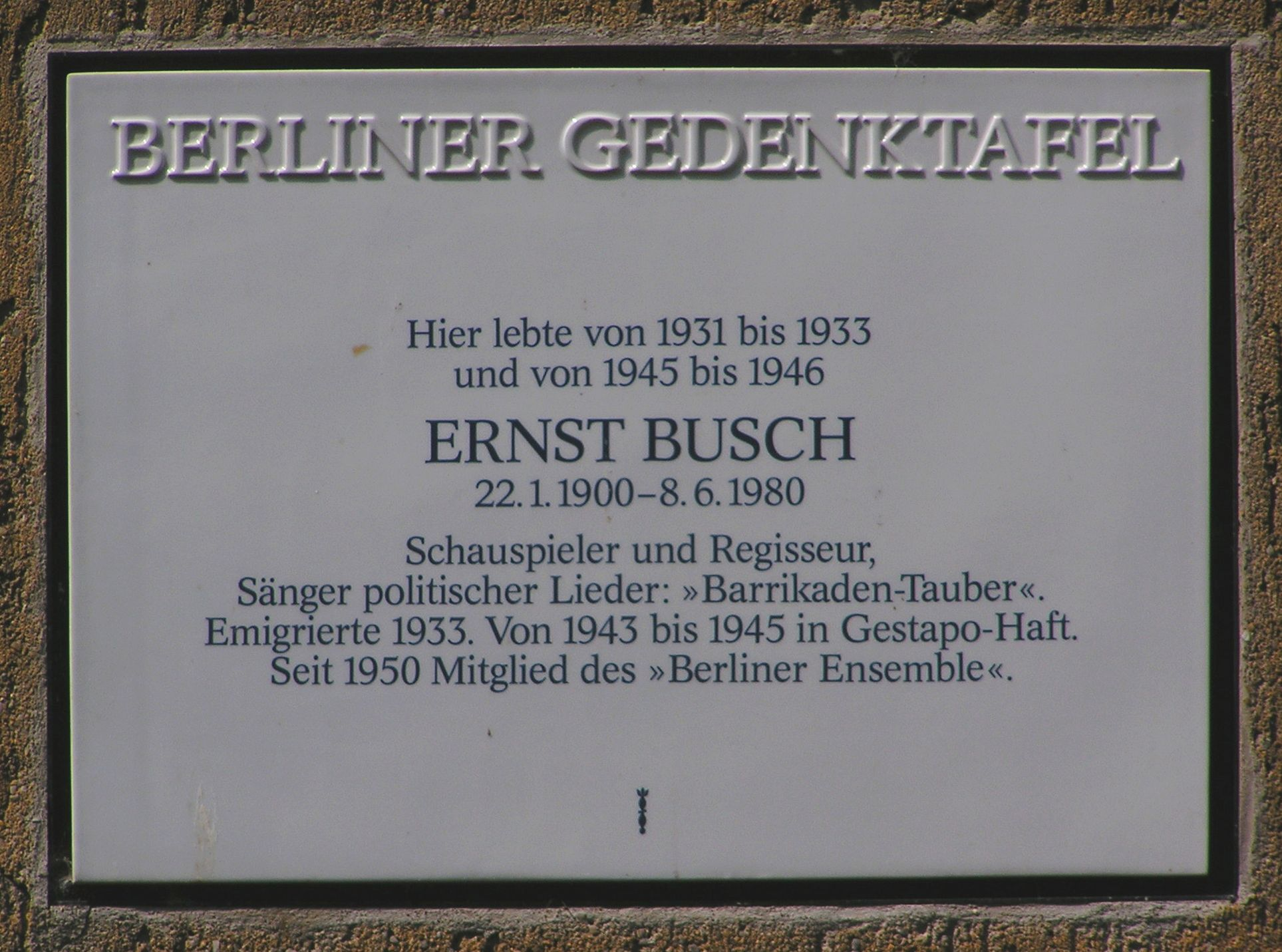
Placa commemorativa d'Ernst Busch a la colònia d'artistes a Wilmersdorf

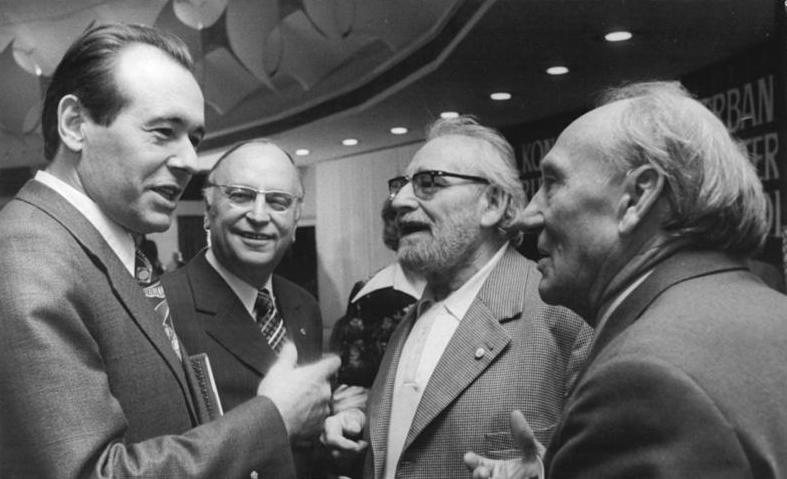
Ernst Busch (dreta) el 30 de novembre de 1975

El 27 d'abril, va ser alliberat per l'Exèrcit Roig de la penitenciaria de Brandenburg i se'n va anar d'allí cap al Berlín encara assetjat. Al maig de 1945, es va traslladar de nou a la casa en la colònia d'artistes, on havia viscut fins a 1933. El 1949 es va traslladar amb la seva nova company de vida Margarete Körting a Treptow a Berlín Oriental i el 1951 els dos vivien a la Heinrich-Mann-Straße a Berlín-Pankow. El 1945 es va afiliar al Partit Comunista i el 1946 mitjançant la fusió forçada del SPD i el KPD va esdevenir automàticament un membre del Partit Socialista Unificat d'Alemanya.
Com a actor actiu, ell va estar al Berliner Ensemble, el Deutsches Theater i la Volksbühne.
El 1961 es va retirar per motius de salut. Encara que Busch no va fer cap crítica pública de les polítiques de la SED, va tenir diverses disputes amb els dirigents, entre ells Erich Honecker.
Els seus últims anys els va passar - acusat per la seva demència - en un centre psiquiàtric a Bernburg, al final tancat i va intentar escapar diverses vegades, sense èxit. Va morir a Berlín. Li van fer una tomba d'honor al cementiri Friedhof Pankow III.

## Filmografia
- Kinderrepublik Seekamp, pel·lícula de propaganda per al SPD, 1927
- Katharina Knie – die Tochter des Seiltänzers, 1929
- Die Dreigroschenoper, 1931. Busch canta Zweites Dreigroschenfinale, Ballade von Mackie Messer, Ballade von der Unzulänglichkeit menschlichen Strebens.
- Gassenhauer, 1931. Canta la Comedian Harmonists, on Busch té un solo.
- Das Lied vom Leben, 1931. Busch canta Kessel-Song, Über das Seefahren, Anrede an ein neugeborenes Kind, Baby, wo ist mein Baby?, amb els Comedian Harmonists.
- Kameradschaft, 1931.
- Die Koffer des Herrn O.F., 1931. Busch canta Meine Damen, meine Herren, Hausse-Song.
- Niemandsland, 1931. Busch canta Für das bißchen täglich Brot, Im Wald, wo’s Echo schallt, Kriegs-Song. Das Schlusslied Arbeiter, Bauern, nehmt die Gewehre zur Hand, que va ser prohibida per la censura.
- Razzia in St. Pauli, 1932. Busch canta el Lied vom Heer der Hafenarbeiter.
- Kuhle Wampe oder: Wem gehört die Welt?, 1932. Busch canta Solidaritätslied.
- Strafsache van Geldern, 1932
- Die Zwei vom Südexpress, 1932
- Eine von uns, 1932. Busch canta Nur auf die Minute kommt es immer an, Der erste Schritt vom rechten Weg.
- Das Meer ruft, 1933. Busch canta Der brave Peter – als wir von Carravals kamen.
- Dood Water, 1934. Coppa Istituto Luce per la miglior fotografia, Biennal de Venècia. Busch canta el pròleg de la pel·lícula.
- Kämpfer, 1936. Busch canta Die Moorsoldaten.
- Das Lied der Ströme, 1954. Busch i Paul Robeson canta Lied der Ströme/Song of the Rivers.
- Fünf Patronenhülsen, 1960 (Busch canta Die Jarama-Front)
- Mutter Courage und ihre Kinder, 1961. Busch i Helene Weigel canten Bettellied der großen Geister, Mutter Courages Lied.
- Die Ermittlung – Oratorium in 11 Gesängen, 1966 (Fernsehfilm)
- Ich war neunzehn, 1968. Busch canta Am Rio Jarama.
- Goya – oder der arge Weg der Erkenntnis, 1971.
- L'età della pace (dt. Zeit des Friedens), 1974. Ernst Busch canta Bandiera Rossa.